# 布賴特格里斯卡爾峰

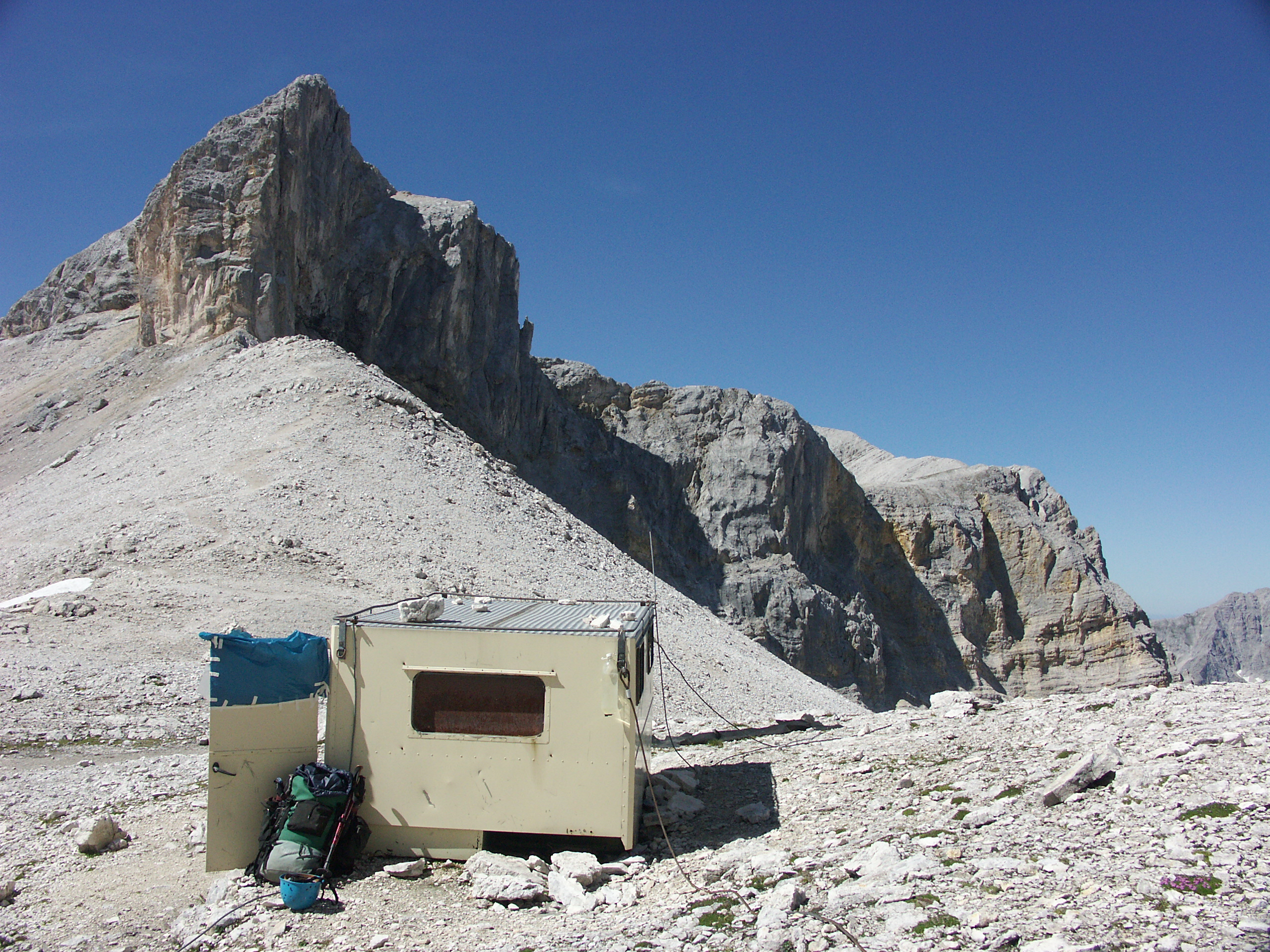

47°24′28″N 11°22′41″E / 47.40778°N 11.37806°E
布賴特格里斯卡爾峰（德語：Breitgrieskarspitze），是奧地利的山峰，位於該國西部，由蒂羅爾州負責管轄，屬於卡爾文德爾山脈的一部分，海拔高度2,590米，每年平均降雨量1,666毫米，人類在1870年8月14日首次登頂。